# Balanza

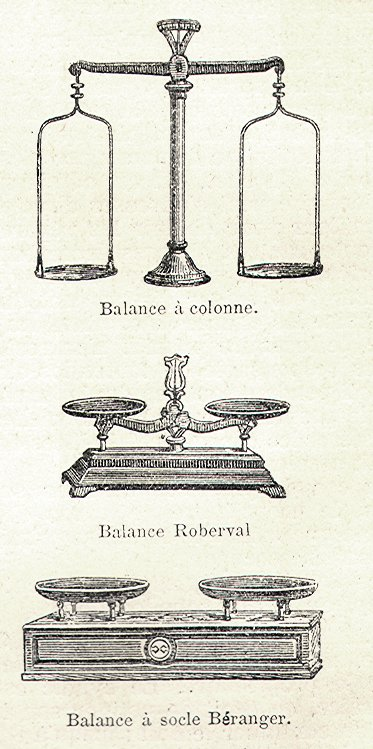
Balanzas antiguas: balanza de columna, Roberval y Bérarger.

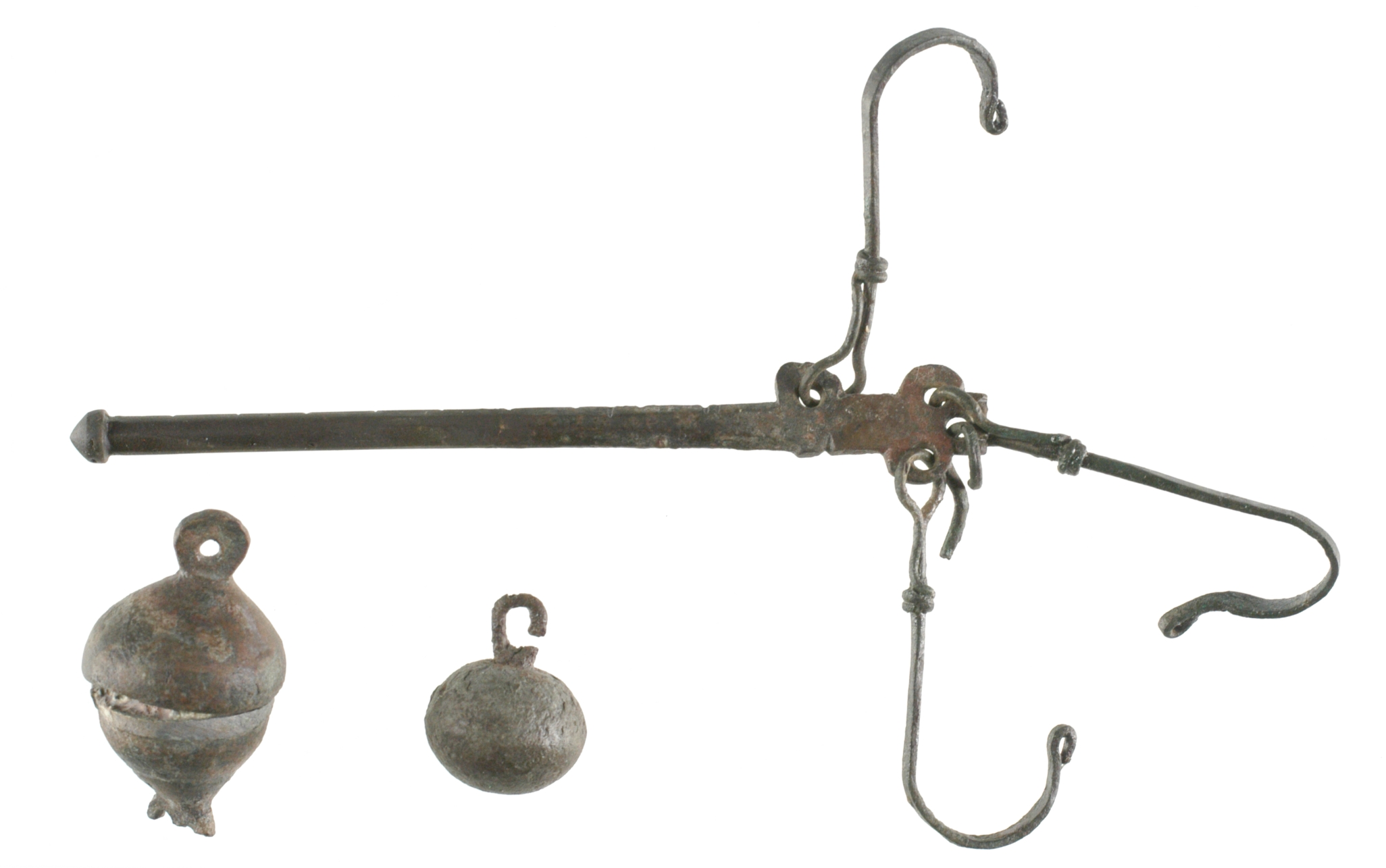
Balanza romana con dos pesas en bronce, 50-200 A.D. Museo Galorromano, Tongeren (B)

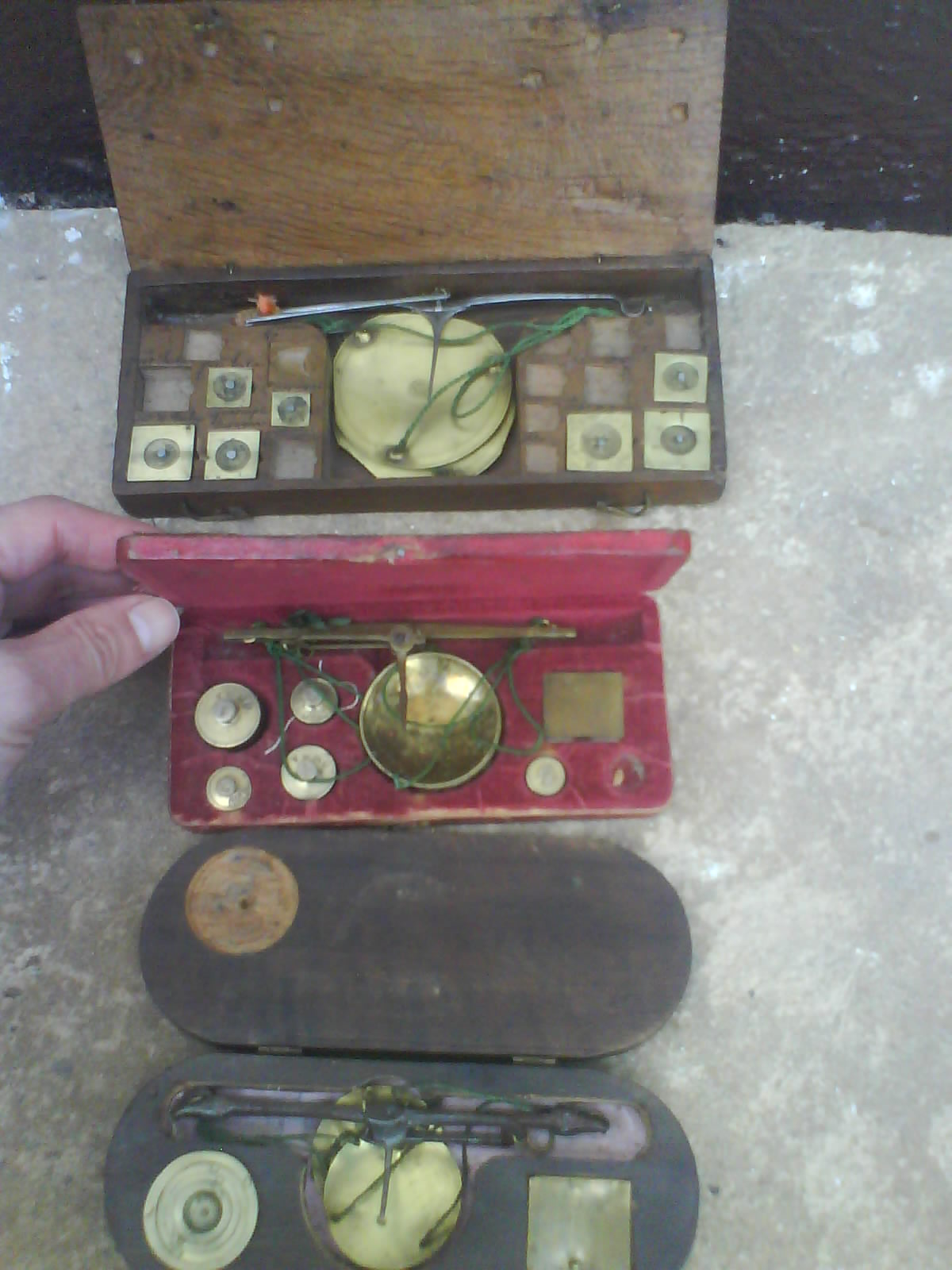
Tres modelos de Estuches de balanza para peso de moneda de oro. Siglo XVII

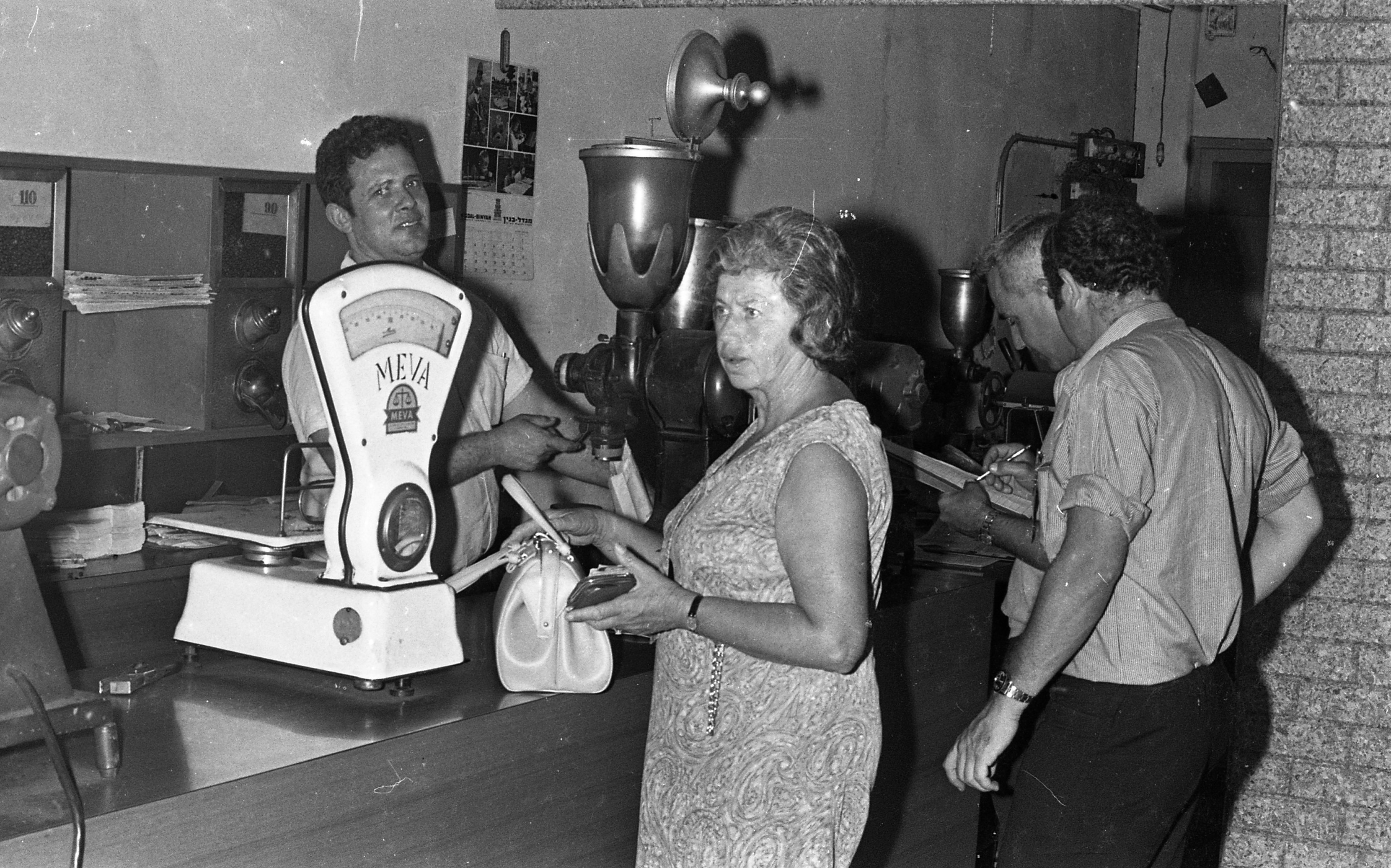
Balanza en uso comercial, Israel 1969

La balanza es un instrumento que sirve para medir la masa de los objetos. Desde el punto de vista mecánico, se trata de una palanca de primer grado, bien de brazos iguales o bien de brazos compensados de diferente longitud, que mediante el establecimiento de una situación de equilibrio entre los pesos de dos cuerpos, permite comparar masas. También se consideran balanzas a los dispositivos de medición de masa basados en la resistencia de un resorte o las que emplean algún tipo de dispositivo electromecánico o electromagnético (dinamómetros, básculas y balanzas automáticas). 
En el diseño clásico de balanza de brazos iguales, las mediciones se realizan utilizando patrones de masa cuyo grado de exactitud depende de la precisión del instrumento. Al igual que en una romana, pero a diferencia de una báscula o un dinamómetro, los resultados de las mediciones no varían con la magnitud de la gravedad.
El rango de medida y precisión de una balanza puede variar desde varios kilogramos (con precisión de gramos), en balanzas industriales y comerciales; hasta unos gramos (con precisión de miligramos) en balanzas de laboratorio. Instrumento para pesar mediante la comparación del objeto que se quiere pesar con otro de peso conocido; en su forma más sencilla consiste en dos platos que cuelgan de una barra horizontal que está sujeta en su centro y permanece nivelada cuando alcanza el equilibrio; el objeto que se desea pesar se coloca en uno de los platos, y en el otro se van colocando pesas hasta nivelar horizontalmente la barra.

## Uso de la balanza

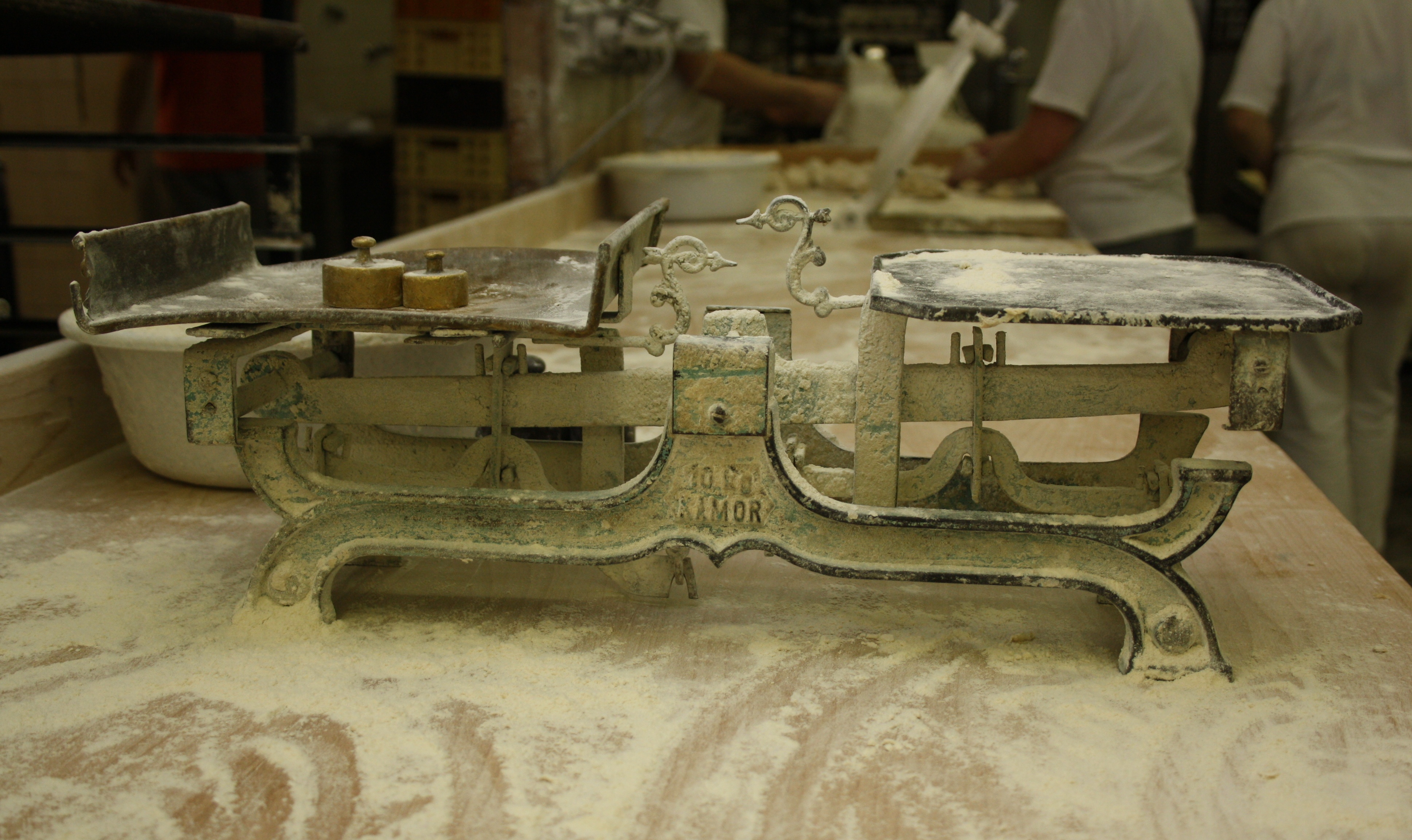
Balanza para los alimentos en panadería

Las balanzas se utilizan para pesar los alimentos que se venden a granel, al peso: carne, pescado, frutas, etc. Con igual finalidad puede utilizarse en los hogares para pesar los alimentos que componen una receta. También se emplean en los laboratorios para pesar pequeñas cantidades de masa del proveniente reactivos para realizar análisis químicos o biológicos. Estas balanzas destacan por su gran precisión. Muchas aplicaciones han quedado obsoletas debido a la aparición de las básculas  electrónicas.

## Historia

### Balanza de platillos

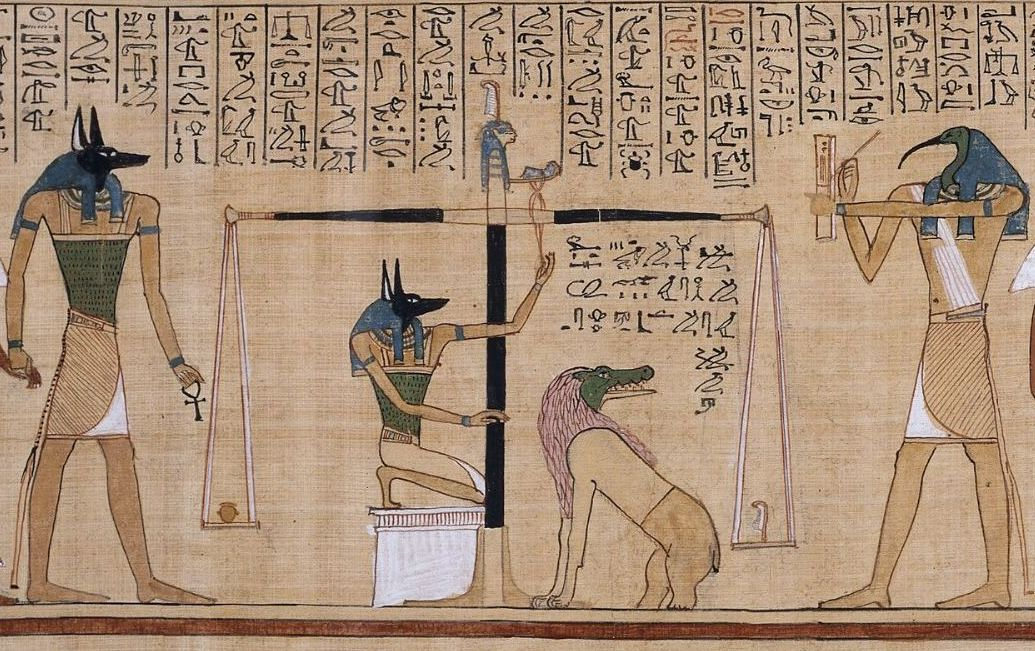
Libro de los Muertos del Antiguo Egipto representa una escena en la que el corazón de un escriba es pesado contra la pluma de la verdad

La balanza es un dispositivo tan simple que su uso probablemente es muy anterior a las pruebas. Lo que ha permitido a los arqueólogos relacionar los artefactos con las balanzas son las piedras para determinar la masa absoluta. La propia balanza se utilizaba probablemente para determinar la masa relativa mucho antes que la masa absoluta.
La evidencia más antigua atestiguada de la existencia de balanzas data de la Dinastía IV de Egipto, con pesas de balanza Deben (unidad), del reinado de Sneferu (c. 2600 a. C.) excavadas, aunque se ha propuesto un uso anterior. Se han descubierto piedras talladas con marcas que denotan la masa y el símbolo jeroglífico egipcio para el oro, lo que sugiere que los mercaderes egipcios habían estado utilizando un sistema establecido de medición de masa para catalogar los envíos de oro o los rendimientos de las minas de oro. Aunque no se ha conservado ninguna balanza de esta época, muchos conjuntos de piedras de pesaje, así como murales que representan el uso de balanzas, sugieren un uso generalizado.
También se han encontrado ejemplos en la civilización del valle del Indo. Los cubos de piedra uniformes y pulidos descubiertos en los primeros asentamientos se utilizaban probablemente como piedras para fijar masas en balanzas. Aunque los cubos no llevan marcas, sus masas son múltiplos de un denominador común. Los cubos están hechos de muchos tipos diferentes de piedras con densidades variables. Está claro que su masa, y no su tamaño u otras características, fue un factor determinante a la hora de esculpir estos cubos.
En China, la balanza más antigua excavada procede de una tumba del Estado de Chu del  Periodo de los Estados Combatientes chino que data de los siglos III a IV a. C. en el monte Zuojiagong, cerca de Changsha, Hunan. La balanza era de madera y utilizaba masas de bronce.
Variaciones de la balanza, incluyendo dispositivos como la barata e inexacta bismar (balanza de brazos desiguales), empezaron a verse de uso común hacia el 400 a. C. por muchos pequeños comerciantes y sus clientes. A lo largo de la historia aparece una plétora de variedades de balanzas, cada una de ellas con ventajas y mejoras sobre las demás, y grandes inventores como Leonardo da Vinci participaron personalmente en su desarrollo.
Incluso con todos los avances en el diseño y desarrollo de balanzas, hasta el siglo XVII d. C. todas las balanzas eran variaciones de la balanza.  La estandarización de los pesos utilizados -y la garantía de que los comerciantes utilizaban los pesos correctos- fue una preocupación considerable de los gobiernos durante toda esta época.

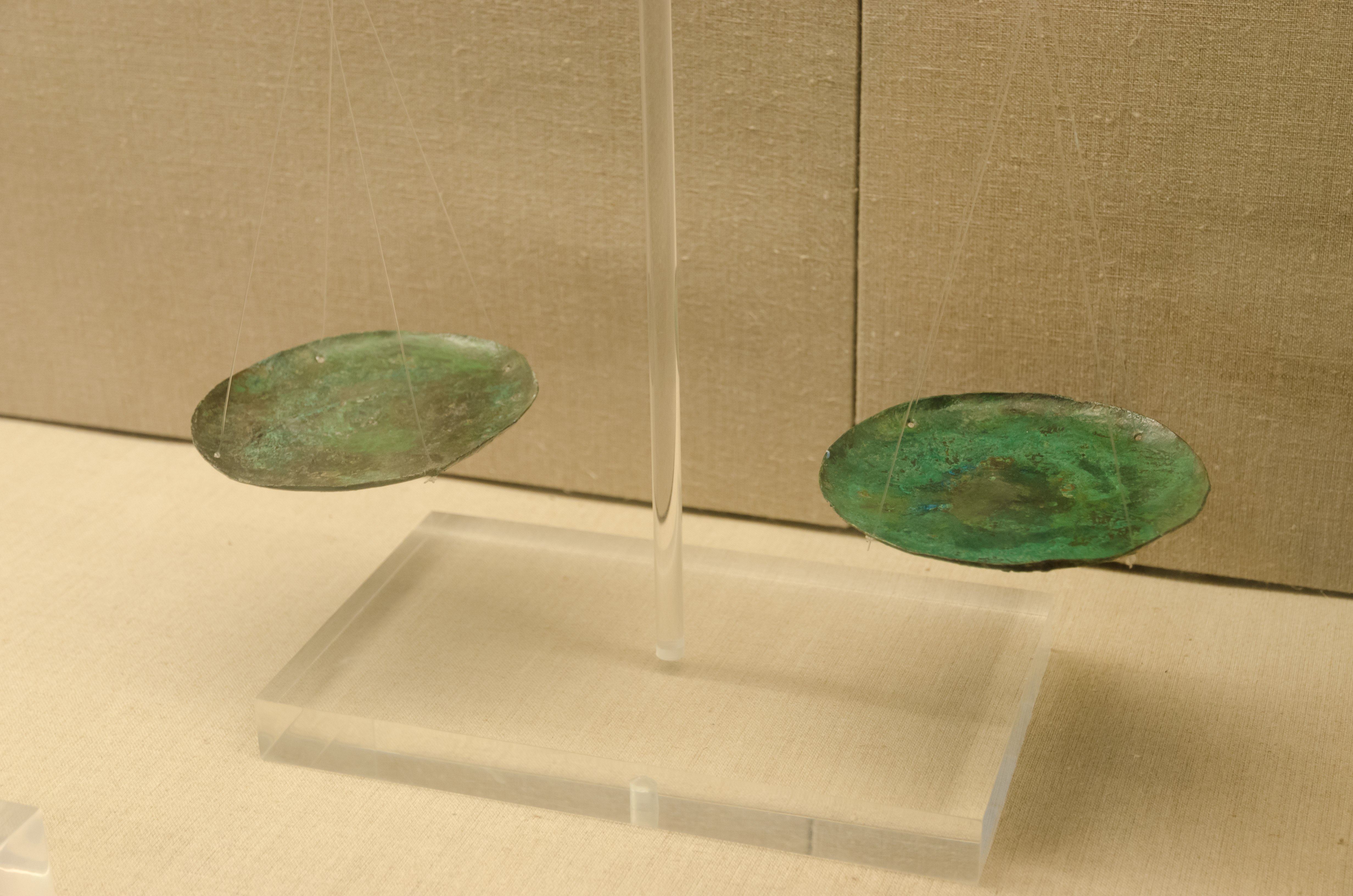
Platos de pesaje de la isla de Thera, civilización minoica, 2000-1500 a.C.
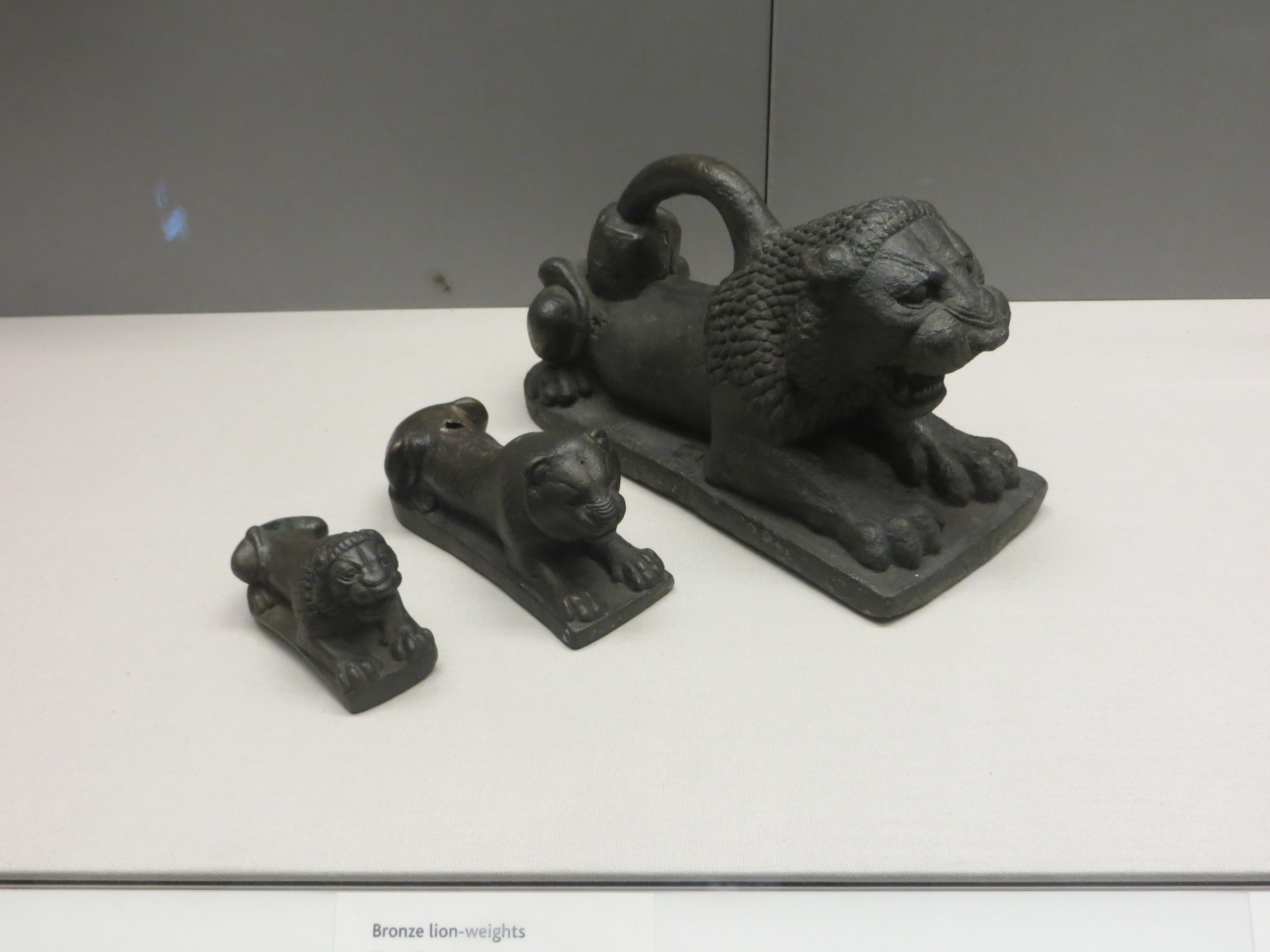
Pesas asirias de leones (siglo VIII a.C.) en el Museo Británico
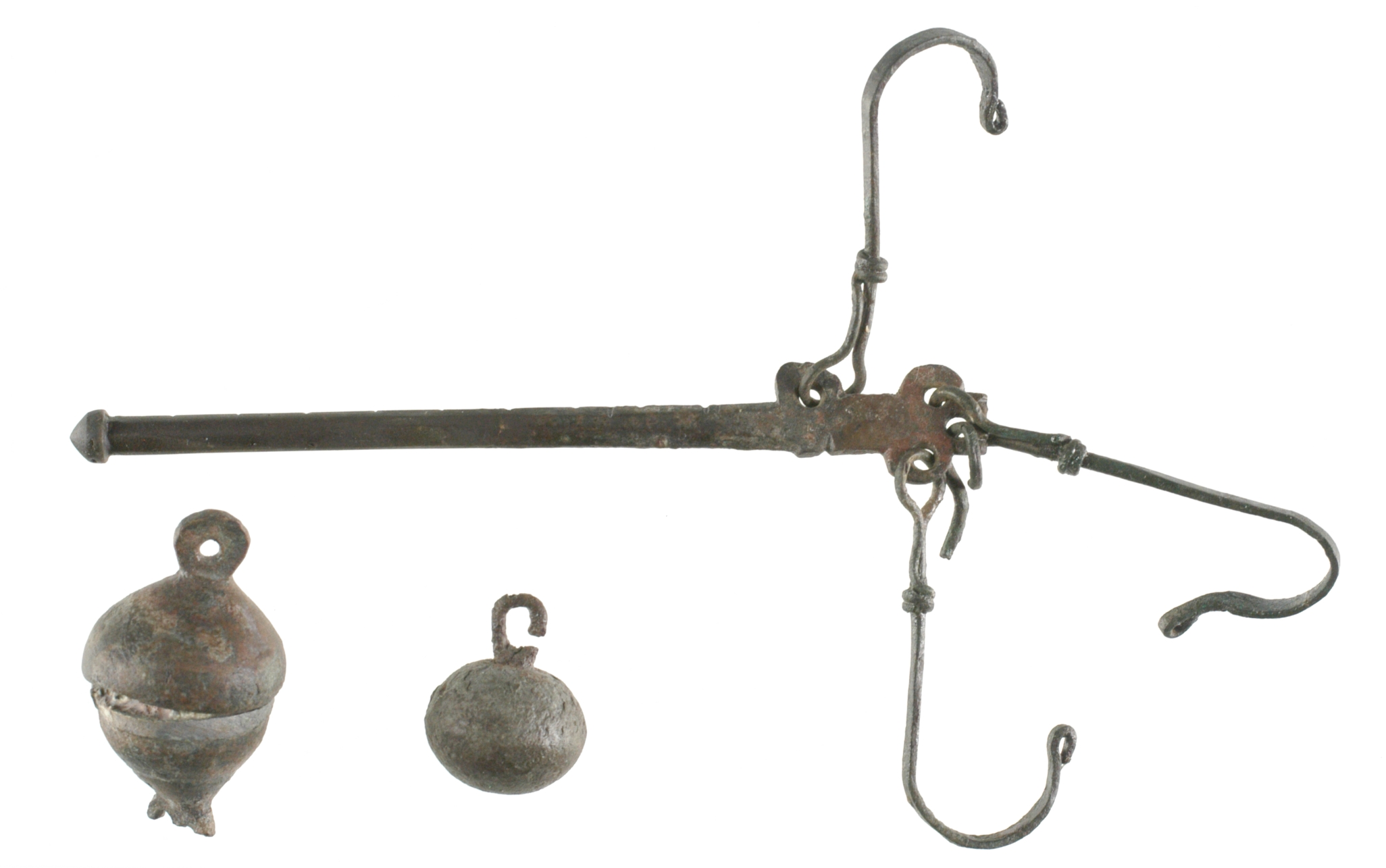
Romana con dos pesas de bronce, 50-200 d.C., Gallo-Roman Museum, Tongeren, Bélgica
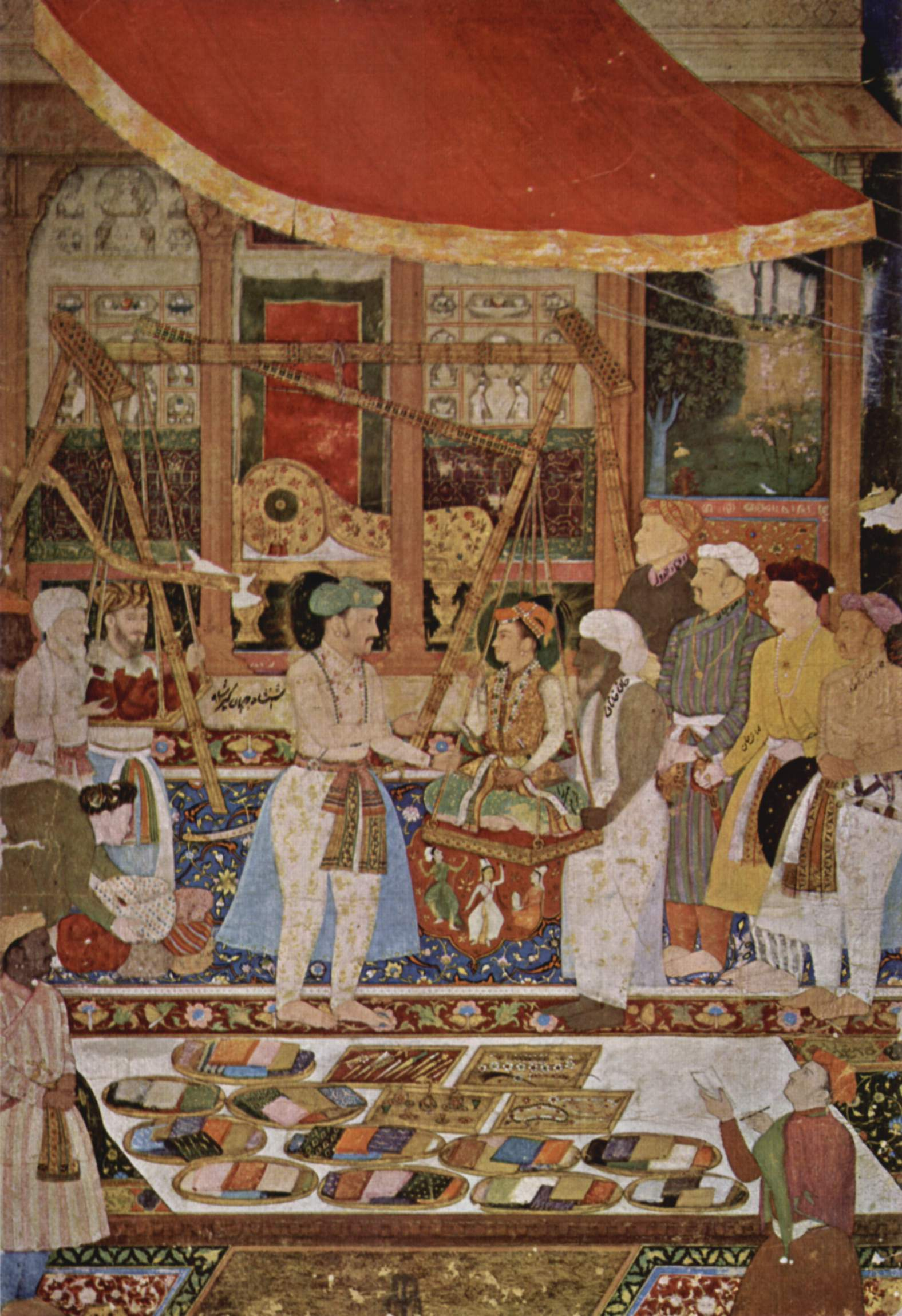
El emperador Jahangir (reinó 1605-1627) pesando a su hijo Shah Jahan en una balanza del artista Manohar (1615 d.C., dinastía mogol, India).

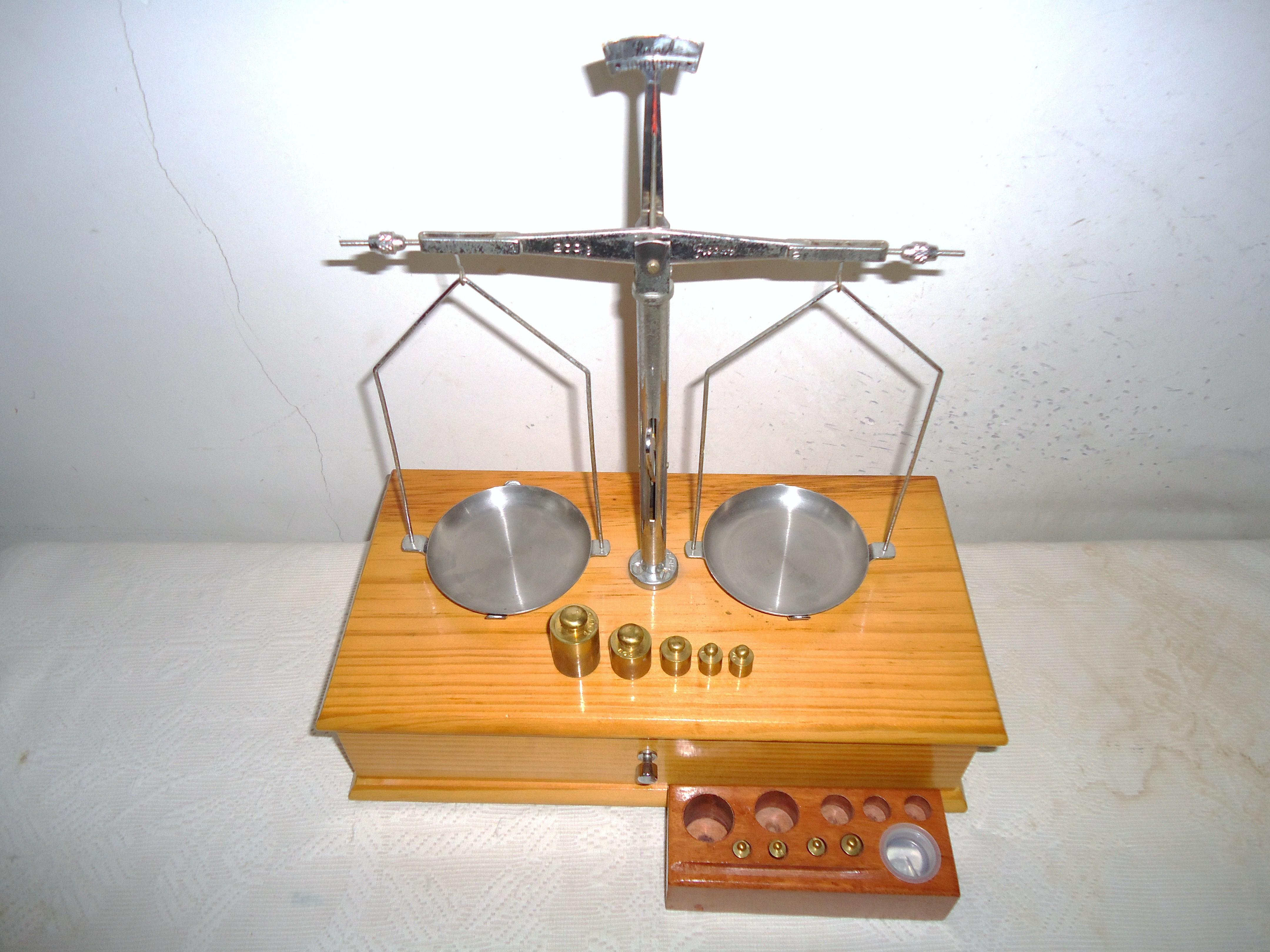
Balanza o balanza de platillo finamente elaborada, con un juego de masas estandarizadas en gramos

La forma original de una balanza consistía en una viga con un punto de apoyo en su centro. Para una mayor precisión, el fulcro consistía en un pivote en forma de V afilado asentado en un cojinete en forma de V menos profundo. Para determinar la masa del objeto, se colgaba una combinación de masas de referencia en un extremo de la viga mientras que el objeto de masa desconocida se colgaba en el otro extremo. Para trabajos de alta precisión, como la química empírica, la balanza de viga central sigue siendo una de las tecnologías más precisas disponibles, y se utiliza comúnmente para calibrar masas de prueba.
Sin embargo algunos de los, fragmentos de bronce descubiertos en Alemania central e Italia habían sido utilizados durante la Edad de Bronce como una forma temprana de monetaria. En el mismo período de tiempo, los comerciantes habían utilizado pesos estándar de valor equivalente entre 8 y 10,5 gramos desde Gran Bretaña hasta Mesopotamia.

### Balanzas mecánicas
La balanza (también, balanza de viga y balanza de laboratorio) fue el primer instrumento de medición de masas inventado. En su forma tradicional, consta de una palanca horizontal pivotante con brazos de igual longitud – la Viga – y un platillo de pesaje suspendido de cada brazo (de ahí el nombre plural balanzas para un instrumento de pesaje). La masa desconocida se coloca en un platillo y se añaden masas estándar en el otro platillo hasta que la viga esté lo más cerca posible del equilibrio. En las balanzas de precisión, una determinación más exacta de la masa viene dada por la posición de una masa deslizante desplazada a lo largo de una escala graduada. Técnicamente, una balanza compara peso en lugar de masa, pero, en un determinado campo gravitatorio (como la Gravedad terrestre), el peso de un objeto es proporcional a su masa, por lo que las masas estándar utilizadas con las balanzas suelen estar etiquetadas en unidades de masa (por ejemplo, g o kg).

#### Balanza  Roberval
En 1669 el francés Gilles Personne de Roberval presentó un nuevo tipo de balanza a la Academia Francesa de Ciencias.  Esta balanza consistía en un par de columnas verticales separadas por un par de brazos de igual longitud y que pivotaban en el centro de cada brazo desde una columna vertical central, creando un paralelogramo.  Del lado de cada columna vertical se extendía una clavija.  Para asombro de los observadores, independientemente de dónde colgara Roberval dos pesos iguales a lo largo de la clavija, la balanza seguía equilibrada.  En este sentido, la balanza era revolucionaria: evolucionó hacia la forma más comúnmente encontrada, consistente en dos platillos colocados en columnas verticales situadas por encima del fulcro y el paralelogramo por debajo de ellas.  La ventaja del diseño de Roberval es que, independientemente de dónde se coloquen los pesos iguales en los platillos, la balanza seguirá equilibrada.
Otros desarrollos han incluido una "balanza de engranaje" en la que el paralelogramo se sustituye por cualquier número impar de engranajes entrelazados mayor que uno, con engranajes alternos del mismo tamaño y con el engranaje central fijado a un soporte y los engranajes exteriores fijados a platillos, así como la "balanza de engranaje de rueda dentada" que consiste en una cadena tipo bicicleta enrollada alrededor de un número impar de ruedas dentadas con la central fija y las dos exteriores libres para pivotar y fijadas a un platillo.
Debido a que tiene más articulaciones móviles que añaden fricción, la balanza Roberval es sistemáticamente menos precisa que la balanza de viga tradicional, pero para muchos propósitos esto se compensa por su facilidad de uso.

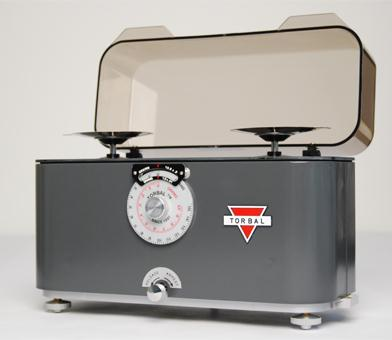
Balanza de torsión fabricada por Torbal

## Teoría

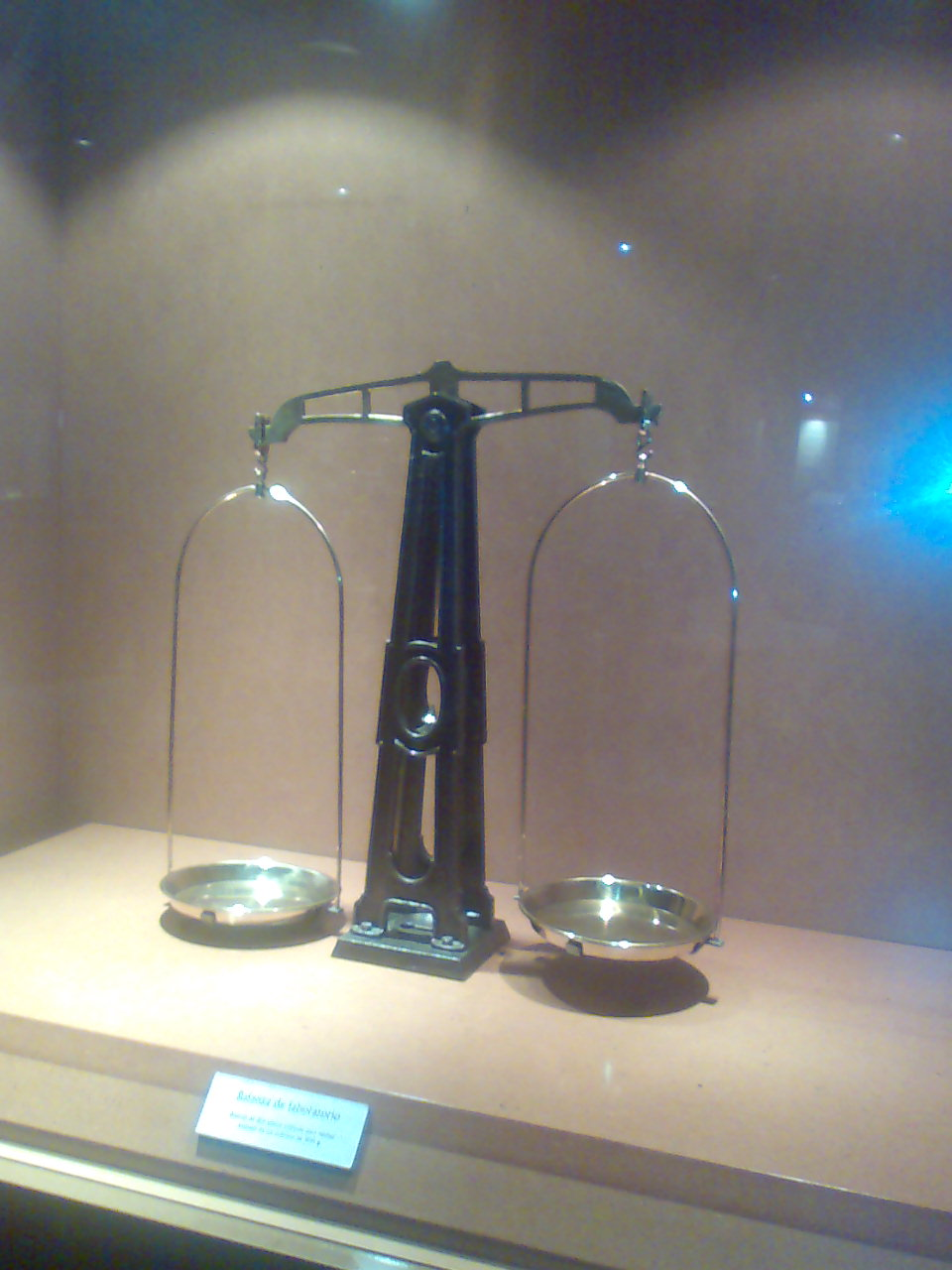
Balanza antigua. Parque de las Ciencias de Granada.

Consideremos una barra AB homogénea y rígida de cuyos extremos se hallan suspendidos dos cuerpos, A y B, de masas respectivas {\displaystyle m_{\text{A}}\,} y {\displaystyle m_{\text{B}}\,}, a los que corresponden unos pesos {\displaystyle \mathbf {P} _{\text{A}}\,} y {\displaystyle \mathbf {P} _{\text{B}}\,} resultado de la acción del campo gravitatorio terrestre sobre ellos. Si la barra se encuentra apoyada en su punto medio, O (apoyo que permite el giro de barra en torno a un eje horizontal que pase por O), la segunda condición de equilibrio, que expresa que el momento dinámico es nulo, tomando momentos en O, se escribe en la forma

{\displaystyle P_{\text{A}}\times {\text{OA}}=P_{\text{B}}\times {\text{OB}}}

de donde, al ser OA = OB, se sigue la igualdad de los pesos de los dos cuerpos

{\displaystyle P_{\text{A}}=P_{\text{B}}\,}

para el caso que la aceleración de la gravedad no varía bajo un platillo de la balanza, con relación a la del otro platillo de la misma, se cumplirá que: de estos la igualdad de las masas ya que 

{\displaystyle m_{\text{A}}g=m_{\text{B}}g\quad \Rightarrow \quad m_{\text{A}}=m_{\text{B}}}

de modo que con la balanza, aunque se comparan pesos, se equilibran y miden masas.
Pero si se construyese una balanza de tamaño suficiente como para que un platillo se ubicase en una zona donde la aceleración de la gravedad fuese distinta a la de la zona del otro platillo, entonces la balanza ya no mediría masas sino pesas.

## Balanza analítica
La balanza analítica representa un pilar fundamental en los laboratorios, donde se requiere la medición exacta de las masas de diferentes sustancias. Este dispositivo destaca por su impresionante precisión, con un margen de error mínimo, lo cual es crucial para realizar mediciones detalladas en investigaciones y experimentos científicos. A diferencia de las balanzas tradicionales, las versiones analíticas suelen ser digitales, facilitando la lectura y registro de datos de manera más eficiente y precisa.

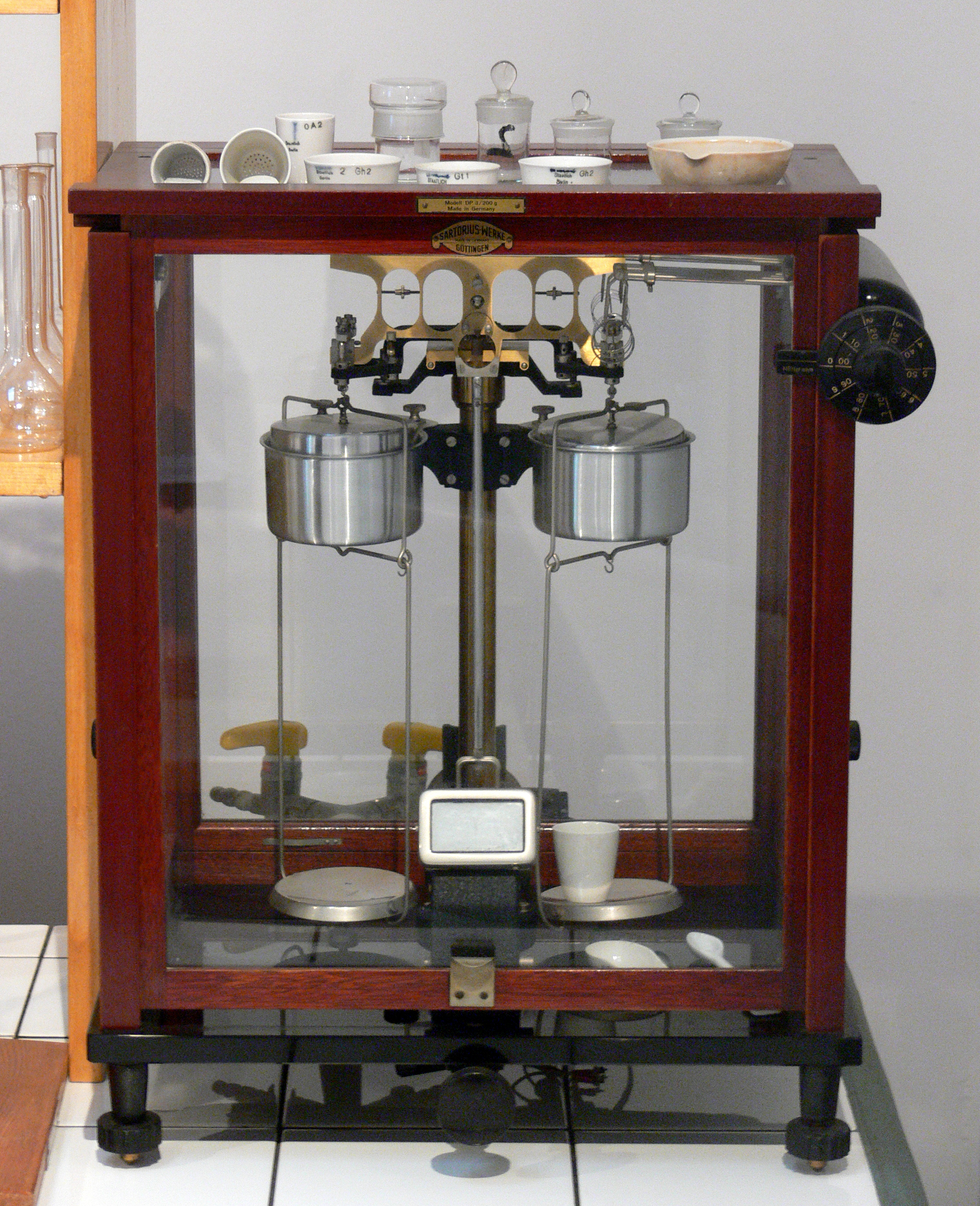
Balanza analítica para medidas de 0,1 mg de precisión

Una de las características más sobresalientes de las balanzas  es su capacidad para presentar mediciones en diferentes unidades de medida, adaptándose a las necesidades específicas de cada experimento. Por ejemplo, es posible obtener el peso de una muestra en gramos con una exactitud de hasta 0,00001 g (0,01 mg), lo que permite a los científicos realizar cálculos muy precisos en sus investigaciones. Esta flexibilidad en la medición hace que las balanzas analíticas sean herramientas indispensables en el ámbito de la investigación científica, donde la exactitud y la precisión son fundamentales.
La invención de la balanza analítica se atribuye al químico escocés Joseph Black alrededor del año 1750. Gracias a su precisión sin precedentes, superando con creces a las balanzas disponibles hasta ese momento, este instrumento marcó un antes y un después en el mundo de la ciencia. Su introducción propició avances significativos en el campo de la química, ya que permitió a los científicos realizar mediciones con una precisión nunca antes vista. Desde entonces, la balanza analítica se ha convertido en un componente esencial en los laboratorios de química de todo el mundo, jugando un papel crucial en el desarrollo de nuevas teorías, descubrimientos y avances tecnológicos.

Con el paso del tiempo, la tecnología de las balanzas analíticas ha avanzado significativamente, incorporando características como la calibración automática, la detección de vibraciones y condiciones ambientales que pueden afectar las mediciones, y sistemas de seguridad que garantizan resultados fiables. Además, el diseño ergonómico y la interfaz de usuario intuitiva hacen que estos instrumentos no solo sean precisos, sino también fáciles de usar, satisfaciendo las necesidades de los laboratorios modernos que buscan eficiencia y exactitud en todas sus operaciones.

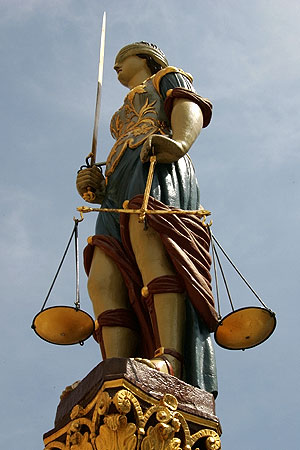
Gerechtigkeitsbrunnen - "Fuente de la justicia, Hans Gieng, Berna) Balanza.
Estatua en representación de la justicia.".

## Balanza granatario
Es un tipo de balanza menos sensible que la balanza analítica, pero con un amplio rango de pesada, que va desde la centésima de gramo hasta  varios cientos de gramos o incluso kilogramos, con precisiones en la medida  de 0,1 o 0,01 g, o incluso menores. Esto quiere decir que con el mismo aparato se puede pesar cantidades muy pequeñas y también se puede utilizar para determinar o pesar la masa de objetos de mayor tamaño. 

## Balanzas híbridas de muelle

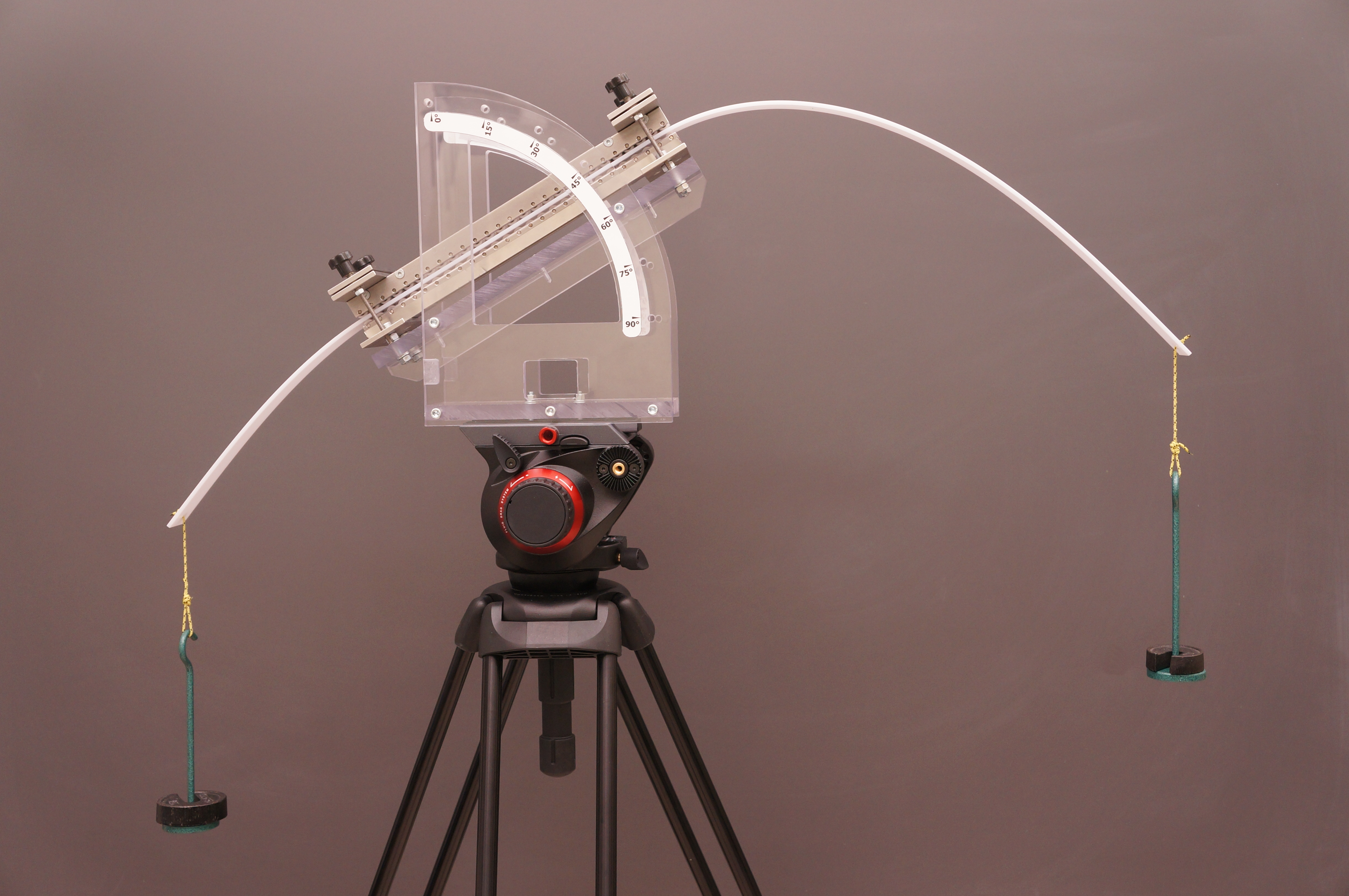
Un prototipo de una báscula de brazo elástico que mide una masa.

### Báscula de brazo elástico
En 2014 se introdujo un concepto de báscula híbrida, la báscula de brazo elásticamente deformable, que es una combinación entre una balanza de resorte y una balanza de barra, explotando simultáneamente ambos principios de equilibrio y deformación. En esta báscula, los brazos rígidos de una balanza de viga clásica (por ejemplo, una romana) se reemplazan por una varilla elástica flexible en un manguito deslizante inclinado sin fricción. La barra puede alcanzar un equilibrio de deslizamiento único cuando se aplican dos cargas muertas verticales (o masas) en sus bordes. El equilibrio, que sería imposible con brazos rígidos, está garantizado porque fuerzas configuracionales se desarrollan en los dos bordes del manguito como consecuencia tanto de la condición de deslizamiento libre como de la cinemática no lineal de la varilla elástica. Este dispositivo de medición de masa también puede funcionar sin un contrapeso.

## Simbolismo
La balanza se ha utilizado desde la antigüedad como símbolo de la justicia y del derecho, dado que representaba la medición mediante la que podía dar a cada uno lo que es justo y necesario en cada caso.